# Fossaria parva
Fossaria parva är en snäckart som först beskrevs av I. Lea 1841.  Fossaria parva ingår i släktet Fossaria och familjen dammsnäckor. Inga underarter finns listade i Catalogue of Life.